# Бъфало (окръг, Южна Дакота)
Вижте пояснителната страница за други значения на Бъфало.
Окръг Бъфало (на английски: Buffalo County) е окръг в щата Южна Дакота, Съединени американски щати. Площта му е 1262 km², а населението - 1999 души (2017). Административен център е град Ган Вали. Над 80% от населението е от индиански произход.
Окръгът е с най-ниския среден приход на глава от населението към 2000 г. – 5213 долара годишно.